# Joe Elliott
Joseph Thomas "Joe" Elliott (Sheffield, 1 augustus 1959) is een Britse rockzanger. Hij is vooral bekend als de leadzanger en een van de oprichters van de hardrockband Def Leppard.
Elliot is een van de twee oorspronkelijke leden die nog steeds in de band zitten en een van de drie leden die op elk Def Leppard-album te horen zijn. Hiernaast is Elliot lid geweest van Def Leppard-voorloper Atomic Mass, David Bowie-tributeband The Cybernauts, Mott the Hoople-coverband Down 'n' Outs en de supergroep Kings of Chaos.

## Biografie
Elliott werd geboren als zoon van Joseph William Elliott en Cynthia Gibson. 
Elliott ontmoette Pete Willis in november 1977, nadat hij een bus had gemist. Willis was op dat moment lid van de band Atomic Mass. Toen hij erachter kwam dat Elliot ook muzikant was, nodigde Willis Elliott uit om de rest van de Atomic Mass-leden te ontmoeten. Niet veel later werd Elliot de zanger van de band. De andere leden namen ook de suggestie van Elliott over om hun naam te veranderen in "Deaf Leopard". De naam werd later aangepast in Def Leppard om de band zich beter te laten onderscheiden van toenmalige punkrockbands als The Flying Lizards en Boomtown Rats. 
Naast zanger werd Elliot ook de belangrijkste songwriter van de band. Hij put voor inspiratie uit zijn eigen muzieksmaak, variërend van pop-rock tot folk. De teksten die hij schrijft zijn zelden persoonlijk. 
Naast Def Leppard heeft Elliott tijdens zijn carrière met verschillende nevenprojecten gewerkt. Hij speelde op eerbetonen aan andere artiesten zoals Freddie Mercury, Alice Cooper, Mick Ronson, Ian Hunter en David Bowie. Hij was actief in tributebands voor David Bowie en Mott the Hoople. Elliott heeft als gastmuzikant opgetreden op meerdere opnames, waaronder het soloalbum Slide on This van Ronnie Wood, alsmede op nummers van Lori Spee, Ricky Warwick en The Almighty.
In 2012 ging Elliott op tournee met "the Rock N Roll All Stars", een band bestaande uit bekende rockartiesten. Deze band lag aan de basis van de supergroep Kings of Chaos. De band bestond naast Elliot uit Duff McKagan (Guns N' Roses, Velvet Revolver), Matt Sorum (Guns N' Roses, Velvet Revolver), Gilby Clarke (Guns N' Roses), Steve Stevens, Glenn Hughes (Deep Purple) en Sebastian Bach (Skid Row). De band bracht de cover "Never Before" van Deep Purple uit.
Sinds juni 2010 is Elliott presentator van zijn eigen wekelijkse radioshow op de Britse zender Planet Rock.

## Persoonlijk
Elliott woont in Stepaside, een buitenwijk van Dublin en heeft ook een woning in Los Angeles. In zijn huis in Ierland heeft hij een eigen opnamestudio, genaamd Joe's Garage.
Elliott is sinds 2004 getrouwd met zijn tweede vrouw. Samen hebben ze drie kinderen.